# Albrecht Pflüger

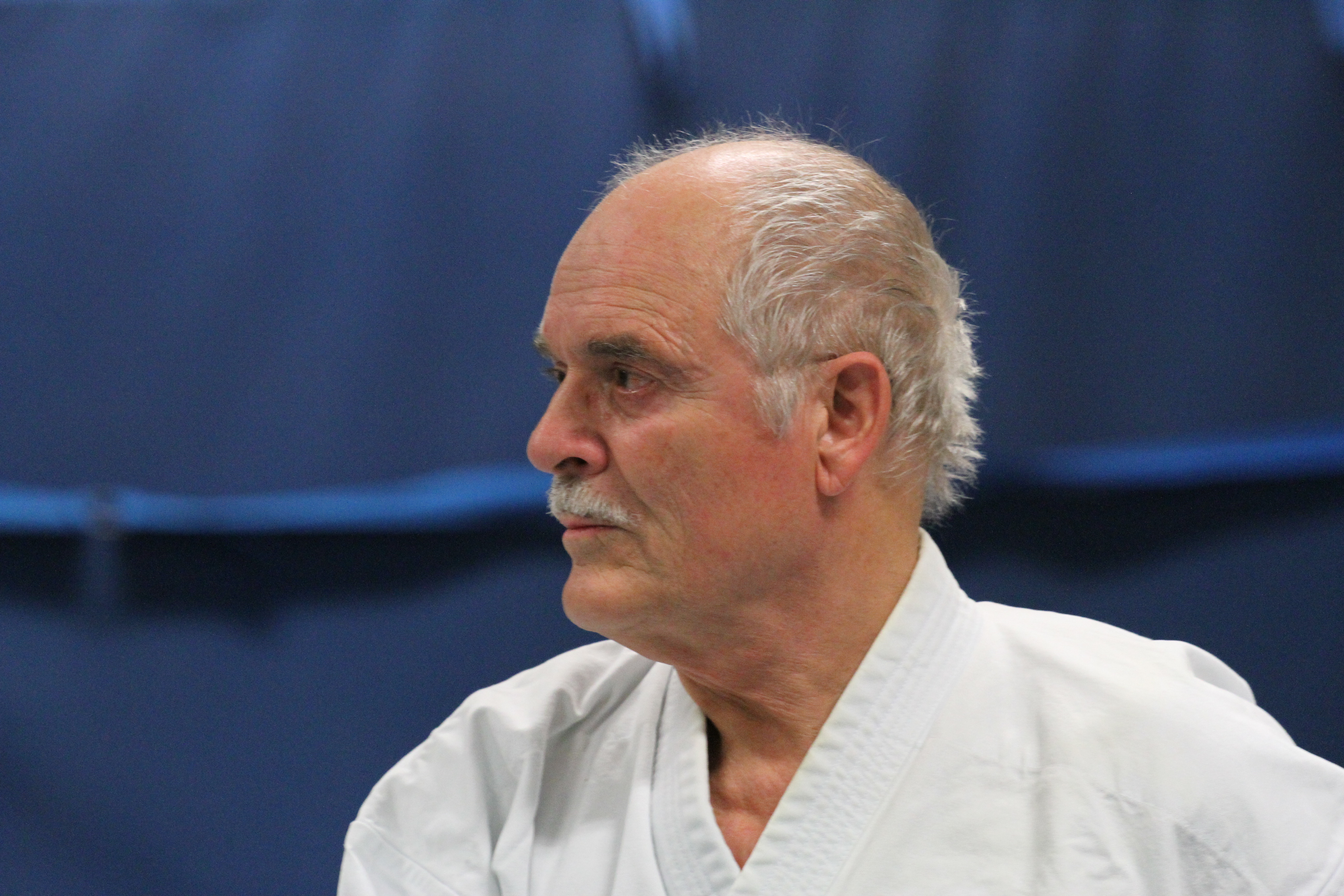
Albrecht Pflüger (2011)

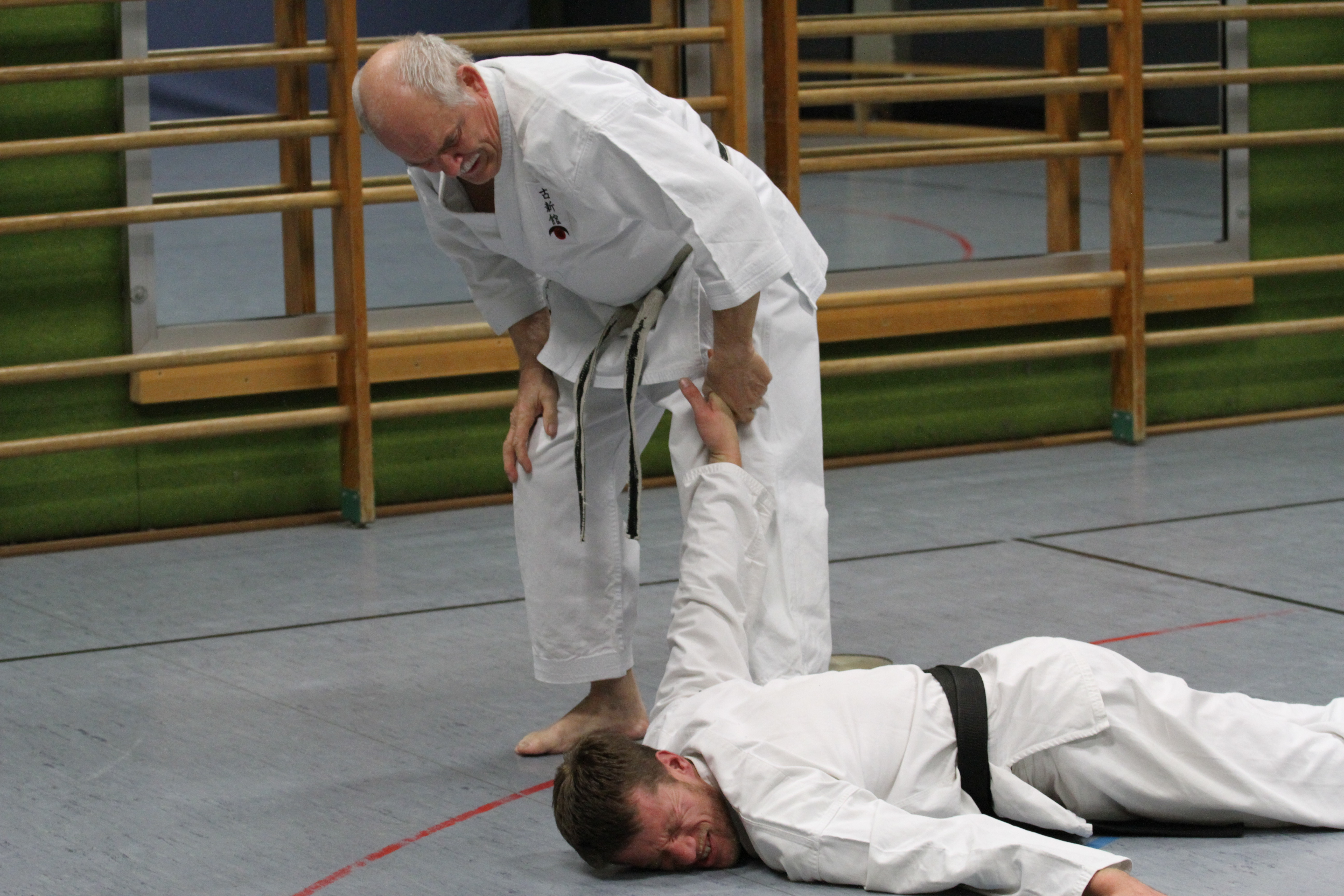
Albrecht Pflüger (Aikidō)

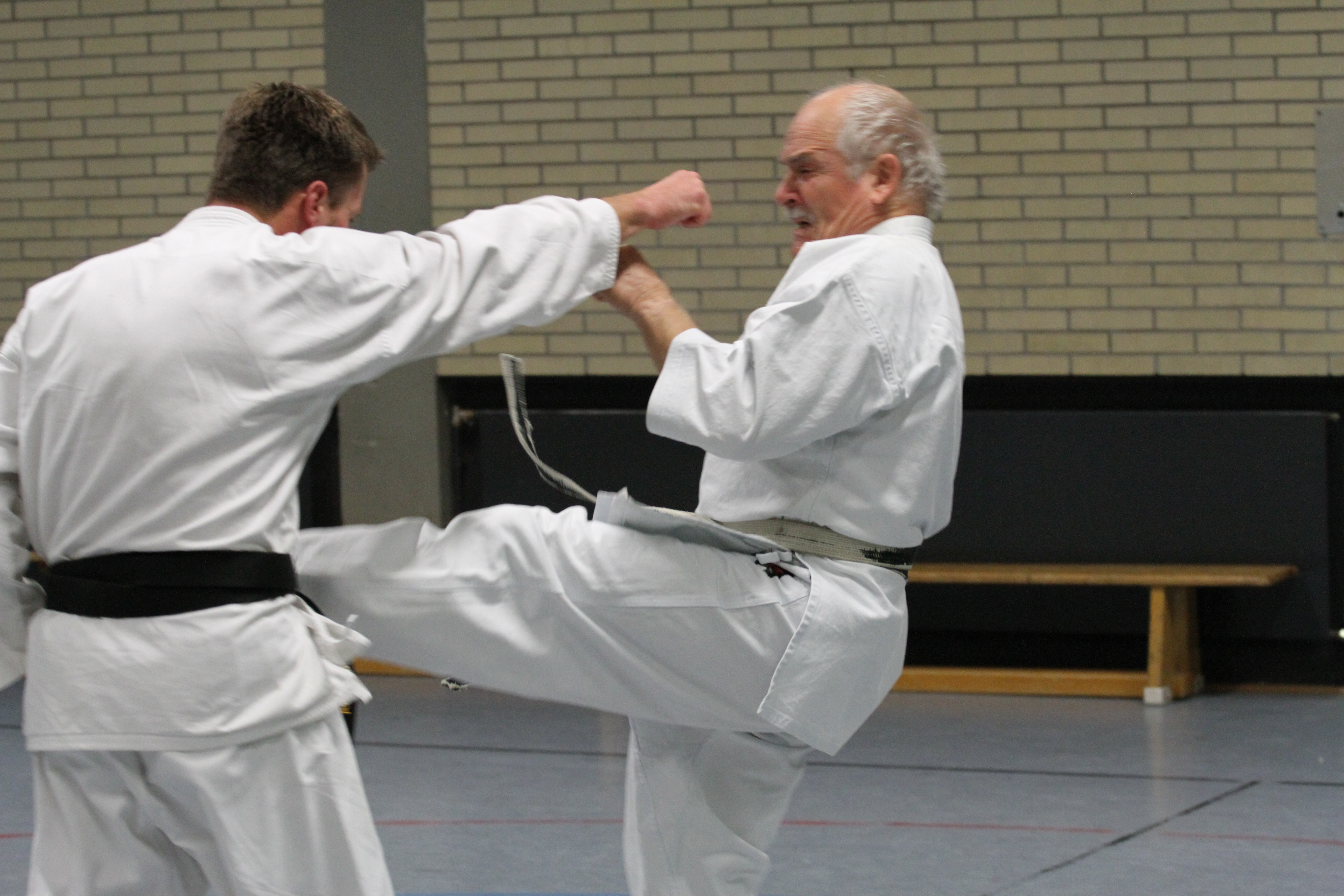
Albrecht Pflüger (Karate)

Albrecht Pflüger (* 1941 in Leonberg) ist ein deutscher Karatepionier und einer der ersten Karateka in Europa. Er gründete den Shotokan-Kreis im Deutschen Karate Verband (DKV) und trägt den 9. Dan Shōtōkan-Karate, 2. Dan Jiu Jitsu, 1. Dan Aikidō sowie den 1. Kyū Jūdō.

## Leben
1957 begann Pflüger mit dem Training des Jiu Jitsu unter Ago Glucker in Stuttgart. Er wechselte ins Jūdō, welches er in mehreren Vereinen übte.
1962 bestand er seine Prüfung zum 1. Kyū Jūdō.
Im August 1963 besuchte er das 14-tägige Karate-Seminar von Jürgen Seydel in Bad Godesberg.
1964 wurde Pflüger Präsident des Deutschen Karate Bundes (DKB). Im April desselben Jahres gründete der damals 23-jährige Braungurt (im Judō und Karate) eine Kampfsport-Abteilung beim Turnerbund Leonberg.
1965 graduierte er durch eine Prüfung bei den JKA-Lehrern Kase, Kanazawa, Enoeda und Shirai zum 1. Dan Shōtōkan-Karate.
1966 trennte er sich vom DKB, trat dem Deutschen Judo-Bund bei und verfasste sein erstes Lehrbuch: Karate ein fernöstlicher Kampfsport (mit der fehlerhaften Namensangabe Gerhard Pflüger auf dem Buchrücken) Kurz darauf folgten: Karate, Band 1.
1967 erschien Karate, Band 2.
1970 bestand er die Prüfung zum 1. Dan Aikidō,
1971 die Prüfung zum 1. Dan Jiu Jitsu.
1975 veröffentlichte er sein Buch Karate do.
Von 1976 bis 1984 war Pflüger Vorsitzender der Karate Union Baden-Württemberg, DKU-Vizepräsident und Bundeslehr- und Prüfungswart der DKU.
1984 zog er sich aus allen Funktionsämtern zurück, um sich wieder mehr seinem Heimat-Dōjō, dem Karate TSG Leonberg, zu widmen.
Anfang November 2001 bekam er den 7. Dan im Shōtōkan-Karate verliehen.
Im Jahr 2011 erhielt Pflüger im Alter von 70 Jahren seinen 8. Dan in der Stilrichtung  Koshinkan-Karate. Vor allem in Baden-Württemberg ist das Koshinkan verbreitet. Das Koshinkan kommt aus dem Shōtōkan, hat aber zusätzlich noch einen Bereich mit Selbstverteidigung.
Im Juli 2015 erhielt er die Ehrenplakette in Platin, die höchste Auszeichnung des Deutschen Karate Verbands, für seine Arbeit im Verband.
Am 17. Dezember 2016 erfolgte die Ernennung zum 9. Dan Karate für seine Lehrtätigkeit für das Karate in Deutschland.
Albrecht Pflüger war von Beruf Lehrer.

## Bedeutung für das Karate
Albrecht Pflüger hat durch seine Persönlichkeit, aber vor allem durch seine Lehrbücher, die Ausbildung von Karatekas geprägt wie kaum ein anderer vor ihm. Seine Kata-Zeichnungen dienten Generationen von Karatekas als Lernhilfe.

## Bibliographie
- Sicher durch Selbstverteidigung. Ein geschlossenes System zur Abwehr bewaffneter und unbewaffneter Angreifer (= Die Falkenbücherei. Band 233). Falken-Verlag, Wiesbaden 1967.
- Karate. Grundlagen. Band 1. Falken-Verlag, Niedernhausen 1969, ISBN 3-8068-0227-0.
- Karate. Kombinationstechniken, Katas. Band 2. Falken-Verlag, Niedernhausen 1971, ISBN 3-8068-0239-4.
- Karate-Do. Das Handbuch des modernen Karate. Falken-Verlag, Niedernhausen 1975, ISBN 3-8068-4028-8.
- Nunchaku. Waffe, Sport, Selbstverteidigung. Falken-Verlag, Niedernhausen 1976, ISBN 3-8068-0373-0 (indiziert im Bundesanzeiger Nr. 61 am 31. März 1989).
- Kontakt-Karate. Ausrüstung, Technik, Training. Falken-Verlag, Niedernhausen 1977, ISBN 3-8068-0396-X.
- Karate für alle. Selbstverteidigung in Bildern. Falken-Verlag, Niedernhausen 1994, ISBN 3-8068-0314-5.
- 27 Shotokan Katas. Auf einen Blick. Karate-Katas für Prüfungen und Wettkämpfe. Dokan Verlag, Gundelfingen 2006, ISBN 3-937958-01-0.
- 25 Shotokan Katas. Auf einen Blick. Karate-Katas für Prüfungen und Wettkämpfe. Falken-Verlag, Niedernhausen 2002, ISBN 978-3-8068-2125-3.